# مدرسه بریتانیا در آتن
مدرسه بریتانیا در آتن (یونانی: Βρετανική Σχολή Αθηνών) یا (BSA) مؤسسه‌ای برای تحقیقات پیشرفته، یکی از هشت مؤسسهٔ تحقیقاتی بین‌المللی بریتانیا است که توسط آکادمی بریتانیا پشتیبانی می‌شود، که مطالعه یونان را در تمام جنبه‌های آن ترویج می‌کند. طبق قوانین بریتانیا، این یک مؤسسه خیریه آموزشی ثبت شده‌است، که در قوانین آمریکا و یونان به یک سازمان غیرانتفاعی ترجمه می‌شود. این همچنین یکی از ۱۹ مؤسسه باستان‌شناسی خارجی است که توسط قانون یونان شماره ۳۰۲۸/۲۰۰۲، «در مورد حفاظت از آثار باستانی و میراث فرهنگی به‌طور کلی»، تصویب شده توسط پارلمان یونان در سال ۲۰۰۲ تعریف شده‌است. طبق آن قانون، ۱۷ مؤسسهٔ معتبر خارجی می‌توانند انجام حفاری سیستماتیک در یونان با اجازه دولت را برعهده بگیرند.